# Xanthopimpla elegans
Xanthopimpla elegans är en stekelart som först beskrevs av Vollenhoven 1879.  Xanthopimpla elegans ingår i släktet Xanthopimpla och familjen brokparasitsteklar.

## Underarter
Arten delas in i följande underarter:
- X. e. apicipennis
- X. e. cristaminor
- X. e. insulana